# 17932 Viswanathan
A 17932 Viswanathan (ideiglenes jelöléssel 1999 GA35) a Naprendszer kisbolygóövében található aszteroida. A LINEAR projekt keretében fedezték fel 1999. április 6-án.